# Episodi di Ray Donovan (seconda stagione)
La seconda stagione della serie televisiva Ray Donovan è stata trasmessa in prima visione su Showtime dal 13 luglio al 28 settembre 2014. 
In Italia la stagione è disponibile su Netflix dal 22 ottobre 2015. 
| nº | Titolo originale | Titolo italiano     | Prima TV USA      | Pubblicazione Italia |
| -- | ---------------- | ------------------- | ----------------- | -------------------- |
| 1  | Yo Soy Capitan   | Io sono il capitano | 13 luglio 2014    | 22 ottobre 2015      |
| 2  | Uber Ray         | Uber                | 20 luglio 2014    | 22 ottobre 2015      |
| 3  | Gem and Loan     | Gemme & Prestiti    | 27 luglio 2014    | 22 ottobre 2015      |
| 4  | S U C K          | P O R C I           | 3 agosto 2014     | 22 ottobre 2015      |
| 5  | Irish Spring     | Sangue irlandese    | 10 agosto 2014    | 22 ottobre 2015      |
| 6  | Viagra           | Viagra              | 17 agosto 2014    | 22 ottobre 2015      |
| 7  | Walk This Way    | Walk this Way       | 24 agosto 2014    | 22 ottobre 2015      |
| 8  | Sunny            | Sunny               | 31 agosto 2014    | 22 ottobre 2015      |
| 9  | Snowflake        | Fiocco di neve      | 7 settembre 2014  | 22 ottobre 2015      |
| 10 | Volcheck         | Volcheck            | 14 settembre 2014 | 22 ottobre 2015      |
| 11 | Rodef            | Il rodef            | 21 settembre 2014 | 22 ottobre 2015      |
| 12 | The Captain      | Il capitano         | 28 settembre 2014 | 22 ottobre 2015      |

## Io sono il capitano
- Titolo originale: Yo Soy Capitan
- Diretto da: Tucker Gates
- Scritto da: Ann Biderman

### Trama
Sono trascorse due settimane dal ritrovamento del cadavere di Sully. Ray e Abby stanno frequentando un terapeuta di coppia, con l'uomo che viene invitato a non mostrarsi più violento davanti ai figli; Abby confida al terapeuta di essere preoccupata perché il marito vuole fare sesso violento almeno due volte al giorno, in particolare quando si risveglia da uno dei suoi incubi. Un esame balistico segnala la corrispondenza tra il proiettile trovato nel petto di Avi e la pistola di Sully; Ray si vede costretto a confessare a Cochran, direttore della sezione dell'FBI di Los Angeles, di aver pagato Sully per uccidere suo padre Mickey e che è stato il genitore a sparare al gangster. Ray chiede ai fratelli dove si trova Mickey, apprendendo che è nascosto da qualche parte in Messico.
Conor aggredisce un compagno di scuola, facendolo cadere dalle scale, dato che lo prendeva in giro mentre si vantava di conoscere Marvin Gaye, idolo del momento sui social network. Sistemato l'ennesimo casino di Deonte, Ray risponde alla convocazione del preside che paventa gravi conseguenze per quanto avvenuto, poiché l'altro studente si è fratturato la clavicola; Conor è sospeso per cinque giorni, con Ray e Abby costretti a scusarsi con la famiglia del ragazzo, onde evitare possibili guai penali. Daryll raggiunge Mickey in Messico, dove il padre gli ha procurato un ingaggio come pugile; l'avversario è di stazza parecchio grossa e inevitabilmente Daryll finisce al tappeto, scoprendo che il padre ha scommesso contro di lui. Ezra vuole che Ray lo aiuti a recuperare i finanziamenti per il centro anticancro intitolato a sua moglie, considerando che i soldi usati per Sully sono andati perduti. Bridget e una sua amica vengono fermate da una pattuglia di poliziotti che trovano venti grammi di marijuana nel suo zainetto; la ragazza è disperata, non sapendo chi possa averle infilato la droga nello zaino, e Ray dice di crederle, anche perché ha capito che si tratta di un’intimidazione da parte di Cochran.
Arrabbiato con Mickey per avergli scommesso contro, Darryl comunica a Ray dove si trovano. Ray arriva sul posto per riportarlo a casa, ma siccome il padre non vuole saperne di muoversi, si vede costretto a usare le maniere forti.

## Uber
- Titolo originale: Uber Ray
- Diretto da: Michael Uppendahl
- Scritto da: Ann Biderman e David Hollander

### Trama
Cochran tiene una conferenza stampa in cui l'FBI prende il merito dell'uccisione di Sully, il malvivente più ricercato d'America. Ray porta Mickey al cospetto di Cochran per concludere un accordo che prevede il suo silenzio sul reale svolgimento dei fatti riguardanti Sully, tacendo sul fatto che è stato lui e non i federali a uccidere il gangster, e cinque anni di libertà vigilata. Ray è convinto che quella di Cochran non sia la soluzione giusta, ricevendo l'avvertimento che sarà ritenuto direttamente responsabile delle azioni di suo padre. Intanto, la giornalista del Boston Globe Kate McPherson non crede affatto alle parole di Cochran e chiede al suo caporedattore di potersi recare a Los Angeles per cercare la verità. 
Non appena arrivato a casa, dopo aver lasciato Mickey nella palestra dei fratelli, Ray vuole fare sesso con Abby che lo schiaffeggia per fermarlo, dicendogli di sentirsi stuprata. Ray incarica Avi e Lena di cercare informazioni su Cochran, scoprendo che è in lizza per diventare il direttore generale dell'FBI. Frances promette a Ray che non dirà nulla sull'omicidio di Padre Danny, facendo impazzire Terry che continua a perseguitarla per tornare insieme. Mickey è assegnato all'agente di sorveglianza Lupita Velez che lo sprona a trovarsi un lavoro. Conor riceve una telefonata del nonno che vorrebbe vederlo, così il ragazzino si reca in palestra utilizzando Uber; Abby se ne accorge e va in palestra a riprenderlo, rimproverando Ray di non averle detto che Mickey è tornato in circolazione. Kate torna in redazione per ragguagliare il caporedattore delle ultime scoperte a proposito di Sully, sempre più convinta che l'FBI non stia dicendo la verità. Ray intercede per avere come nuovo agente di custodia del padre Ronald Keith, il quale gli procura una sistemazione in albergo e un lavoro. Lena scopre che Cochran si esibisce in una band.
Ray dà appuntamento ad Abby per chiederle scusa e promettere che la aiuterà a realizzare il suo sogno, a cominciare dal trovare una casa nuova.

## Gemme e prestiti
- Titolo originale: Gem and Loan
- Diretto da: Phil Abraham
- Scritto da: Michael Tolkin e Ann Biderman

### Trama
La preside della scuola frequentata da Bridget suggerisce, visto l'ottimo rendimento scolastico della ragazza, di trasferirla nella più rinomata Bel Air Academy, dove il suo potenziale potrebbe essere sfruttato al massimo. Ray si vede costretto a implorare Stu di rimuovere il bando emesso a suo tempo nei confronti della figlia; Stu pretende di fare sesso con la quotatissima pornostar Lexi Steele (la vera pornostar Tori Black). Kate McPherson chiede a Cochran di poter intervistare Mickey, il quale nel frattempo ha trovato lavoro come lavapiatti in un ristorante messicano. Congedata Kate, Cochran convoca immediatamente Ray per manifestare il proprio disappunto circa la presenza di una giornalista molto ferrata su Sully e la sua banda. Keith consegna a Mickey una cavigliera per costringerlo a non lasciare la propria abitazione di sera, nonostante Claudette gli abbia appena telefonato per incontrarsi.
Ray discute l'ingaggio di Lexi con il suo agente, ma questi è anche il marito della pornostar e inevitabilmente reagisce male alla proposta di concederla a un altro uomo. Ray tenta di cavarsela con un autografo di Lexi, ma Stu non si accontenta e ribadisce la propria contrarietà all'approdo di Bridget alla Bel Air. Kate si presenta nella palestra dei Donovan, nel tentativo di ottenere l'intervista con Mickey, con Ray che prova a spiegarle come parlare con il vecchio sarebbe fatica sprecata. Abby sta valutando l’acquisto della casa propostale da Ray nell'elegante quartiere di Truesdale, ma entra in attrito con una vicina di casa particolarmente altezzosa che le rinfaccia la sua provenienza non altolocata. Mickey si libera della cavigliera e chiede a Shorty, un altro ospite della struttura residenziale, di indossarla al posto suo; Keith lo coglie in castagna mentre stava uscendo per andare da Claudette e gli rimette il dispositivo. Stu ha deciso di arrangiarsi per conto proprio, fissando un appuntamento con Lexi e cammuffandolo da ripresa di un film porno, affinché il marito della pornostar desse il proprio assenso; l'esito non è tuttavia quello sperato e Stu si vede costretto a implorare l'aiuto di Ray, il quale può ottenere l'ammissione di Bridget alla Bel Air. Kate scorge il nome di Mickey tra i consulenti del film di Sean Walker, trovando il modo di rintracciarlo. Marvin implora Bridget di concedergli una nuova possibilità, anche se suo padre è contrario alla loro relazione.
Ray precede Kate per impedirle di intervistare suo padre, il quale nel frattempo è stato accompagnato da Keith all'appuntamento con Claudette. Costei lo avverte che ha dovuto firmare una dichiarazione giurata riguardante la notte in cui è stato ucciso Sully, mettendo nero su bianco che Mickey si trovava con lei. Ray porta Kate a bere qualcosa, approfondendo la reciproca conoscenza e cercando di capire cosa sa la giornalista e fino a che punto è disposta a muoversi pur di raggiungere la verità.

## P O R C I
- Titolo originale: S U C K
- Diretto da: Tucker Gates
- Scritto da: David Hollander e Ann Biderman

### Trama
Ray e Kate trascorrono la notte insieme, concordando che si è trattata di una semplice distrazione e ognuno dovrà riprendere il proprio ruolo. Cochran viene informato che un uomo di nome Kenneth Benson detto Tiny è stato fermato per furto in un discount; il problema è che Benson era presente la notte in cui Sully è morto, quindi è direttamente collegabile a Ray. Kate tenta di intervistare Mickey, ma Keith lo trascina via con la scusa di un test antidroga; Ray ordina al padre di non parlare con la giornalista. Ray e Avi tengono Tiny segregato in un motel, in attesa di ottenere un passaporto falso e toglierlo dalla circolazione. Mickey è alla ricerca di un nuovo pugile da allevare, dopo che Daryll non ne vuole più sapere di lui per quanto avvenuto in Messico; Terry non vuole che il padre, reo di truccare gli incontri, si faccia vedere più in palestra. Abby è ormai proiettata nella futura vita a Truesdale, con Ray che ha appena fatto l'offerta per comprare la casa dei loro sogni.
Abby si accorge che Ray ha fatto sesso con un'altra donna, incolpando il terapeuta per averle messo in testa che doveva mettere un freno alla faccenda del sesso violento. Ray è ai ferri corti con Ezra per essersi rifiutato di chiedere indietro alla loro comune amica June un debito contratto con la fondazione. Ezra aveva aiutato June a tenere nascosta una figlia indesiderata, la cui presenza avrebbe intralciato la sua carriera di attrice; June accetta di saldare il suo debito, a costo però di interrompere ogni rapporto con loro. Mentre sta sfogando la rabbia al poligono di tiro, Abby conosce il detective Jim che le lascia il biglietto da visita. Dopo aver fumato erba con Shorty, Mickey telefona a Kate per accettare di farsi intervistare. Cochran fa ascoltare a Ray il dialogo tra suo padre e la giornalista, accusandolo di non avere sotto controllo la situazione. Siccome Tiny ha tentato di fuggire perché non accettava di essere spedito alle Maldive, Ray lascia campo libero a Frank affinché elimini l'uomo. Bunchy, che da qualche tempo ha iniziato a lavorare in un negozio di biciclette, resta colpito da una donna e suo figlio che non possono permettersi una bici molto costosa. Deb, intermediaria tra i Donovan e i proprietari della casa di Truesdale, comunica ad Abby che la loro offerta è stata accettata.
Mickey viene prelevato da due uomini e portato via. Abby lascia un messaggio in segreteria a Jim per proporgli di rivedersi l'indomani al poligono. Ray ribadisce a Kate che non deve parlare con suo padre, altrimenti sarebbe in forte pericolo.

## Sangue irlandese
- Titolo originale: Irish Spring
- Diretto da: Daniel Attias
- Scritto da: Ron Nyswaner e Ann Biderman

### Trama
Ray accompagna Conor a scusarsi con Alex, il ragazzo che ha fatto cadere dalle scale; Conor però non si mostra sufficientemente pentito e il padre di Jack, disgustato dall'apparente impassibilità mostrata da Ray, minaccia di adire le vie legali. Informato da Keith che suo padre è stato portato via da due uomini, Ray chiede spiegazioni a Frank e lo invita a riferire a Cochran di interrompere ogni manovra ostile. Dai pedinamenti di Lena emerge che Cochran ama intrattenersi fino a tarda notte con la propria assistente. Messo sotto torchio da Kate, Frank invita la giornalista a chiedere al suo amichetto Ray come sono andate le cose con Sully. Ray ribadisce a Kate che farebbe meglio a tornarsene a Boston, ma la giornalista è determinata a scoprire come sono andate le cose, così da completare il suo libro sulla mafia irlandese, dopo il primo best-seller sui preti pedofili. Nel frattempo, un gruppo di ragazzini a spasso nel canyon si imbatte nel cadavere di Catherine, la donna fatta uccidere da Sully l'anno precedente.
Cochran vuole che Mickey firmi una dichiarazione in cui addossa a Ray la responsabilità della morte di Miller; Mickey rifiuta di incastrare il figlio, così Cochran gioca la carta di Catherine per spingerlo a scegliere tra la sua libertà e quella di Ray. Questi intanto, saputo da Keith dove viene tenuto imprigionato il padre, orchestra con Ezra una truffa informatica ai danni del giudice Irving Saltzman, costringendo a simulare l'arresto di Mickey per toglierlo alla custodia di Cochran. Ray accetta di far incontrare Mickey e Kate, intervistato alla presenza di Cochran, così da farle capire che hanno stretto un accordo con l'FBI. I Donovan raccontano alla giornalista come si sono verificati i fatti con Sully, compreso il progetto di fuga alle Maldive, ma dichiarando che è stato l'agente Burns a sparare al gangster, salvando la vita a Mickey. Kate è tenuta a non menzionare Mickey nel suo libro, altrimenti la gang di Sully lo verrebbe a cercare. Al termine dell'incontro, Mickey esprime a Ray il desiderio di frequentare più assiduamente i suoi nipoti, avendo diritto anche lui a un po' di serenità.  Abby trascorre il pomeriggio nella futura casa a Truesdale, dove ha l'occasione di chiarirsi con la vicina con cui aveva precedentemente discusso; le cose vanno molto male, con Abby che si ubriaca e mette le mani addosso alla donna, rischiando di strangolarla. Jim accorre in aiuto di Abby e convince la controparte a non sporgere denuncia; Abby si sta infatuando per Jim, strappandogli la promessa che la prossima volta andranno a letto insieme. Marvin regala un orecchino a Bridget per farle capire che i suoi progetti con lei sono seri. Re-Kon disapprova la relazione tra Marvin e Bridget, volendolo proteggere da quel mondo marcio incarnato dai Donovan e dalle cattive compagnie che la sua giovane stella è solita frequentare.
Dopo aver accompagnato Kate all'aeroporto, Ray si apposta fuori dalla casa del padre di Alex e minaccia di investirlo. I Donovan si ritrovano a casa per cenare come una normale famiglia, ma ognuno con i propri segreti nascosti.

## Viagra
- Titolo originale: Viagra
- Diretto da: John Dahl
- Scritto da: Brett Johnson e Ann Biderman

### Trama
Il clima di pace in casa Donovan si è presto dissolto. Abby ha trovato l'orecchino regalato da Marvin a Bridget, scoprendo così che la figlia ha ripreso a frequentarlo; messa alle strette, Bridget si lascia sfuggire l'episodio della marijuana nel suo zaino, di cui Ray non aveva fatto parola con la moglie. Inoltre, l'acquisto della casa a Truesdale rischia di saltare perché gli introiti della palestra non sono sufficienti a coprire l'affare. Ray si sente dire da Abby che è lui la principale ragione dell'infelicità familiare. L'uomo incontra Volchek, il vice di Cochran, svelando il ricatto sessuale di cui è vittima, costretto dal superiore a "scambiarsi" le rispettive mogli. Bunchy viene invitato a uscire da Patty, la donna conosciuta al negozio di biciclette. Frances cede all'insistenza di Terry, concedendosi a lui per quella che dovrà essere una sola e ultima volta.
Ray è ingaggiato dal life coach Steve Knight per sistemare un inserviente guatemalteco da lui aggredito per futili motivi prima del suo spettacolo. Adesso l'uomo vuole fare causa a Knight, ma Ray lo convince ad accettare una proposta di patteggiamento per tornarsene al suo Paese; Ray sottopone l'intesa a Knight, vincolandola a un ulteriore pagamento che Knight dovrà fare a Ray stesso per consentirgli di avere il denaro utile all'acquisto della casa di Truesdale. Nonostante Terry le abbia spiegato le ragioni per cui Ray ha ucciso Padre Danny davanti ai suoi occhi, Frances è determinata a non avere più nulla a che fare con la famiglia Donovan, dicendosi spaventata dalla brutalità di Ray. Questo rifiuto spinge Terry a progettare un trasferimento in Irlanda, dove poter scappare con Frances e avviare un'impresa che consentirebbe loro di ottenere immediatamente la cittadinanza. Cochran comunica a Volchek che le loro partite di scarabeo sono finite, dato che non è riuscito a soddisfare sessualmente sua moglie Donna, contrariamente a quanto lui è capace di fare con la sua dolce metà Megan. Volchek informa immediatamente Ray, dato che puntava su lui per incastrare Cochran, facendosi convincere a dare appuntamento a Donna Cochran per mettere a segno il loro piano, con la garanzia che nessuno verrà a conoscenza della sua identità. Mickey è contattato dalla Paramount Pictures per un incarico da consulente cinematografico, sulla scia di quanto fatto con Sean Walker. Patty bacia Bunchy, facendolo scappare in bagno a imbottirsi di viagra in vista dell'inevitabile epilogo della serata, ma l'inatteso rientro del figlio Cliff a casa manda tutto a monte.
Abby diserta l'invito che Ray le aveva fatto di cenare insieme al ristorante e provare a chiarire le ultime tensioni, preferendo invece uscire con Jim. La commercialista di Ray lo avvisa che suo fratello Terry, scosso dai tormenti amorosi con Frances, ha messo in vendita la palestra. Ray si consola andando a letto con Ashley, la vecchia amante di Stu Feldman che adesso è passata a Steve. Intanto, Conor festeggia il quattordicesimo compleanno da solo a casa con Bridget, mentre i genitori sono impegnati a tradirsi a vicenda.

## Walk this Way
- Titolo originale: Walk This Way
- Diretto da: Liev Schreiber
- Scritto da: Ann Biderman

### Trama
Ray si risveglia sul divano di casa propria e non trova Abby in camera da letto, avendo la moglie trascorso la notte in un motel nell'attesa di fare finalmente sesso con Jim. Quando però Ray le telefona per sapere dove si trovi e avvertirla che si sono dimenticati del compleanno di Conor, ad Abby passa la poesia e congeda frettolosamente Jim. Conor si dice disposto a perdonare i genitori per la loro dimenticanza, ma pretende di organizzare una festa a cui partecipi tutta la famiglia, compresi nonno e zii. Terry vuole che Frances venga con lui al compleanno di Conor, un'occasione per discutere con Ray della palestra, poiché è l'azionista di maggioranza ed è necessario il suo consenso per poterla vendere. Ray vieta a Bridget di andare con Marvin e Cookie Brown, il rapper al quale adesso si accompagna, in uno studio di registrazione; Cookie ha riconosciuto Ray come il galoppino di Lee Drexler e vuole fissare un incontro a tre per discutere di affari.
Mentre si stanno preparando per la festa, Ray e Abby hanno un breve scontro su quanto accaduto la sera precedente, provando a mettere da parte i dissapori almeno per trascorrere serenamente il compleanno del figlio. Mickey arriva accompagnato da Daryll e Claudette, mentre Bunchy porta con sé Stan, un amico conosciuto al gruppo di sostegno per vittime di abusi sessuali. Terry e Frances provano a parlare con Ray della palestra, sentendosi rispondere che non è il momento appropriato. Stan racconta a Bunchy che la sua famiglia lo ha ripudiato dopo aver denunciato il gruppo scout in cui è stato molestato; Stan prova a baciare Bunchy, rivelandogli di essere gay e sentirsi attratto da lui. Mickey regala a Conor la sua automobile, facendo restare male Daryll perché, mentre stavano andando a casa di Ray, gli aveva confessato che quella macchina gli era sempre piaciuta. Ray cerca di far capire a Bridget che Marvin e il suo mondo non sono la cosa giusta per lei; Bridget rivela al padre che Abby era rientrata a un'ora piuttosto tarda. Queste parole scatenano qualcosa nel già alticcio Ray, accendendo una discussione con Terry quando si scopre che Ray ha usato la palestra per riciclare denaro sporco; nel frattempo, all'esterno Darryll è intento a distruggere con una mazza l'automobile di Mickey. Ray dichiara che la festa è finita, constatando amaramente come sia questa la famiglia voluta a tutti i costi da Conor.
Ray prova a farsi perdonare da Conor, regalandogli uno degli orologi più preziosi della sua collezione. Preda della disperazione, Ray telefona a Kate perché sente la necessità di fare sesso con lei. Bridget si fa venire a prendere da Marvin. Abby bussa alla porta di Jim perché ha bisogno di un suo abbraccio.

## Sunny
- Titolo originale: Sunny
- Diretto da: John Dahl
- Scritto da: David Hollander, Cheo Hodari Coker e Ann Biderman

### Trama
Ray ordina ad Avi di fotografare gli incontri tra Abby e Jim, mentre è preda dei sensi di colpa per il suo comportamento della sera precedente e vorrebbe ricucire con Terry, meditando finanche di mettere in vendita la palestra. Abby ha paura che Jim potrebbe stancarsi per il suo continuo tergiversare circa il grande passo di abbandonare la propria famiglia per gettarsi anima e corpo nella loro relazione. Cookie e i suoi uomini fanno irruzione nella villa di Drexler per costringerlo a mettere Marvin sotto contratto con lui, dato che fu proprio Cookie a foraggiare l'avvio dell'etichetta di Re-Keon. Il produttore Jerry Weiss vuole incontrare Mickey per discutere uno dei suoi copioni. Kate ha pubblicato il suo articolo su Sully, mandando su tutte le furie Peggy Shaugnessy (la madre di Catherine) che vuole sapere quale fine ha fatto sua figlia; Kate le riferisce che Catherine è entrata nel programma protezione testimoni, ma la donna ha capito perfettamente che è l'ennesima scusa per nasconderle il fatto che è morta.
Abby riceve un messaggio dalla scuola che Bridget non si è presentata a lezione; dopo averla chiamata, Abby mette in chiaro con Jim che i figli continueranno a far parte della sua vita. Re-Kon non è disposto a cedere Marvin, soprattutto a un malvivente come Cookie, minacciando di scatenare una guerra tra gang pur di trattenere il ragazzo. Avi si vede costretto a mostrare il frutto del suo pedinamento a Ray, anche se significa informarlo dei tradimenti di Abby. Ray comunica a Cookie che Marvin adesso è suo, benché lo stesso Cookie capisca come il suo desiderio sia unicamente quello di allontanarlo da Bridget. Drexler è però di avviso opposto ed è sua intenzione tenere Marvin con sé, anche se significa scontrarsi con Cookie in tribunale. Ray ha un confronto diretto con Jim per intimarlo di lasciar perdere Abby. Weiss è molto colpito dalle idee di Mickey, tanto da volerlo scritturare per la realizzazione di ben tre film. La situazione precipita quando alla loro festa si presenta Alan, il marito di Claudette, accompagnato a una donna diversa dalla sua vecchia fiamma; i due uomini finiscono per discutere animatamente, con Mickey che non tollera lo sgarro fatto da Alan a Claudette. Alan si vendica facendo terra bruciata intorno a Mickey, il quale avrà parecchie difficoltà a trovare un ingaggio nel cinema. Kate si mette sulle tracce di Tiny, arrivando alla conclusione che Ray e Mickey le hanno mentito a proposito di Linda, nient'affatto nel programma protezione testimoni.
Ray consegna ad Abby i documenti che permetterebbero loro di ottenere un prestito, acquistando la casa a Truesdale senza bisogno di costringere Cookie a vendere la palestra. Abby però non vuole più la casa a Truesdale e, dopo una scontro fisico con il marito, lo caccia di casa. La macchina su cui stanno viaggiando Re-Kon e Marvin, con Bridget sul sedile posteriore, si ferma allo stop; Cookie arriva a piedi e uccide prima Re-Kon, poi anche Marvin, senza sapere che Bridget era accucciata dietro e ha visto tutta la scena. Disperata, Bridget scende dalla macchina e telefona a suo padre.

## Fiocco di neve
- Titolo originale: Snowflake
- Diretto da: Guy Ferland
- Scritto da: Michael Tolkin, Brett Johnson e Ann Biderman

### Trama
Ray ha portato Bridget al sicuro nel suo appartamento, cercando di tranquillizzarla da uno shock che la ragazza è convinta sia destinato a cambiarle per sempre la vita. Inevitabilmente Bridget è convocata dalla polizia per riferire i fatti di cui è stata testimone, ma Ray non vuole farla deporre subito e la riaccompagna a casa, implorando Abby di accudire la figlia e non rivolgersi alle autorità fino a quando non sarà lui a dirlo; Ray teme infatti che Bridget, sotto effetto di droga quando Marvin e Re-Kon sono stati uccisi, verrebbe fatta a pezzi in tribunale. Ray affronta Cookie, il quale naturalmente si fa forza della presunta assenza di testimoni del doppio omicidio, incassando l'avvertimento che non esiterà a eliminare chiunque possa incastrarlo; Cookie brama inoltre di mettere le mani sul repertorio ancora non pubblicato sia di Marvin che di Re-Kon. Kate incontra un carcerato, molto vicino a Sully, che la mette in guardia dal suo essere una pedina del grande gioco dei Donovan e dell'FBI.
Bridget racconta alla madre che era presente in auto quando Cookie ha sparato a Re-Kon e Marvin, dicendole anche che il padre le ha ordinato di tacere. Abby telefona furiosa a Ray, sbraitando che la figlia deve essere immediatamente affidata alla polizia, oltre al fatto che sono i sporchi traffici del suo sodale Drexler l'origine di tutti i guai. Ray pretende che Drexler ponga rimedio al caos, vendendo i diritti musicali a Cookie; Ezra non è affatto propenso, ma cambia idea quando Ray gli dice che Brdiget ha dovuto assistere alla macabra scena. Quando rientra a casa, Ray trova Jim che ha appena iniziato a parlare con Bridget, ordinando alla figlia di prendere le sue cose e a Jim di andarsene. Ray vuole che Bridget racconti alla polizia di essere sgattaiolata fuori dalla macchina prima della sparatoria, così da non dover accusare direttamente Cookie. Rispondendo da sola alle domande della polizia, Bridget si attiene alla versione concordata con il padre, anche se il detective capisce che la ragazza non sta raccontando la verità perché indottrinata da Ray. Bunchy si trova a casa di Patty e Cliff, quando scappa via dopo aver fatto cadere il bambino prelevato dalla vasca perché in quel momento ha avuto un'erezione. Bunchy fa capire a Patty che, a causa di questo suo lato oscuro, è meglio interrompere la loro frequentazione. Claudette informa Mickey che lei e Alan sono in pausa di riflessione, sentendosi rispondere che avrebbe dovuto sposare lui anziché preferire la bella vita promessale dal produttore cinematografico.
Una volta che Bridget ha terminato la deposizione, mentre la ragazza e i genitori stanno uscendo dalla centrale, si trovano davanti Cookie che si mostra comprensivo verso la ragazza; dopodiché riceve conferma da Ray che l'affare con Drexler andrà in porto. Ray costringe Jim a un accordo, permettendogli di portarsi a letto sua moglie in cambio della sicurezza di Bridget. Kate esprime a Ray tutta la delusione per quanto ha saputo sul conto della sua famiglia, dicendogli che si fidava di lui.

## Volcheck
- Titolo originale: Volcheck
- Diretto da: Michael Uppendahl
- Scritto da: David Hollander e Ann Biderman

### Trama
Dopo aver trascorso la notte a casa di Steve e Ashley, Ray deve intervenire per impedire a Knight di pestare Bob, lo stesso stalker che l'anno prima spiava Ashley ed era stato sistemato dallo stesso Ray. Kate torna a Los Angeles per chiudere una volta per tutte i giochetti di Ray, da lei considerato il perno centrale della rete criminale dei Donovan. Saputo da una laconica telefonata della giornalista che è di nuovo in circolazione, Ray ordina a Keith di intensificare la sorveglianza verso suo padre; il bodyguard è però troppo impegnato con i suoi problemi gioco, lasciando così a Kate libero accesso verso Mickey. Quest'ultimo riesce comunque a respingere il suo assalto, intimandole di andarsene. Abby è nervosa per l'incolumità di Bridget, tanto da sognare Cookie entrare in casa sua per ucciderla. Cochran riceve la tanto agognata nomina a direttore dell'FBI.
Drexler ed Ezra chiudono l'accordo con Cookie, il quale adesso è a tutti gli effetti un loro cliente. Cookie ha saputo di un video che riprende la sparatoria di Re-Kon e Marvin, del cui duplice omicidio continua a dirsi estraneo, incaricando Ray di  eliminare il filmato. Per trovarlo Ray si rivolge a Marty Grossman, promettendogli un anno di interviste esclusive con Tommy Wheeler in cambio del suo aiuto. Volchek resta deluso quando Cochran gli comunica che non sarà lui a prendere il suo posto alla guida della sede di Los Angeles, nonostante la profondità del loro rapporto. Cochran vorrebbe nuovamente avvalersi dei servigi di Ray per silenziare Kate, ma Ray possiede un video raffigurante uno dei suoi incontri di sesso a quattro con Volchek. Cochran si scontra con Volchek, responsabile di aver aiutato Ray a installare la telecamere nascosta, minacciando di spedirlo a lavorare in un posto lontano che minerà definitivamente il rapporto con sua moglie. Frances pressa Terry per andare subito in Irlanda, utilizzando parte dei soldi destinati al college di suo figlio, ma l'uomo vorrebbe prima sistemare la faccenda del lavoro, necessario per ottenere subito la cittadinanza irlandese. Da tempo Mickey e Shorty stanno progettando un colpo a un negozio di droga, provando a coinvolgere Daryll che dovrebbe fare loro da autista. Daryll, ancora arrabbiato per la vicenda della macchina, rifiuta di aiutare Mickey; in compenso Mickey incassa il sostegno di Terry, desideroso di guadagnare il denaro con cui espatriare in Irlanda senza scomodare le finanze di Frances. Abby pretende che Jim uccida Cookie, così da toglierlo di mezzo e ritrovare la serenità perduta, altrimenti considererà chiusa la loro relazione. Bridget confessa a Conor che era a bordo dell'auto in cui sono morti Re-Kon e Marvin, compreso obbligo da parte del padre di mentire alla polizia.
Ray incontra Kate per dissuaderla dal proseguire la sua inchiesta, raccontandole i fatti relativi alla morte di Sean e alle assenze di suo padre nei momenti importanti della loro vita. Kate ha scoperto del prete ucciso da Mickey il giorno in cui è stato rilasciato dal carcere; Ray e Kate iniziano a baciarsi, ma l'uomo rischia di strangolarla quando lei gli dice che il prete aveva abusato sia di lui che di suo fratello. Jim bussa alla porta di Abby per dirle che accetta di uccidere Cookie. Volcheck si reca nel ristorante in cui Cochran sta cenando con la moglie e una coppia di amici, minacciando di sparargli, ma dopo aver esitato rivolge l'arma verso sé stesso, suicidandosi.

## Il rodef
- Titolo originale: Rodef
- Diretto da: Michael Uppendahl
- Scritto da: Ron Nyswaner, Brett Johnson e Ann Biderman

### Trama
Ray si prepara all'ipotesi peggiore, cioè finire in prigione quando Kate racconterà la storia, perciò acquista un lotto di terreno a Malibù, intestandolo ad Abby e ai ragazzi, che la moglie dovrà vendere in caso di necessità. Abby trova degli spinelli tra i calzini di Conor, scoprendo che provengono da Mickey. Ray chiede ad Abby di tenere lontani dalla famiglia sia il nonno che Jim, dovendo contare soltanto su loro stessi. Conor disobbedisce al padre, andando da Mickey proprio mentre si sta preparando per la rapina. Ray ordina a Keith di far arrestare Mickey, con l'accusa di aver passato droga al nipote, ma la guardia giurata tergiversa perché stanno per realizzare il colpo; alla combriccola di rapinatori si è alla fine unito anche Daryll. Kate strappa a Frank l'affermazione che è stato Mickey a uccidere Sully. Cochran sta cercando di far passare il gesto di Volcheck  come conseguenza di una malattia mentale, ma a sembrare più distrutta per la sua morte è Donna anziché la moglie del defunto Megan. Di fronte alle preoccupazioni di Ezra, Ray gli confessa che sotto il terreno del suo centro è seppellito il cadavere di Padre Danny.
Ray incontra Cookie, reduce dal funerale di Re-Kon e Marvin, per comunicargli che ha trovato il video e chiedendogli di fidarsi di lui, con l'impegno di consegnarglielo non appena ne sarà entrato in possesso. Jim, che ha assistito all'incontro, tenta di fermare la macchina di Cookie, con la scusa di una banale infrazione al codice stradale, vedendosi tuttavia costretto a lasciarlo andare. Ray paga il ragazzino che ha girato il video, assicurandosi che non ne esistono altre copie. Ray fissa un incontro con Cookie per la consegna del video, ma si accorge che è stata ripresa Bridget nel momento in cui gli ha telefonato. Mickey e la sua banda riescono a immobilizzare la guardia del negozio, ma Keith viene a sapere dall'ostaggio che la ditta incaricata del prelievo del contante è cambiata ed è passata in anticipo rispetto al giorno stabilito. A questo punto Keith. l'unico a conoscenza che il colpo è saltato, informa Ray di essere pronto a denunciare suo padre. Quando vedono che Keith non arriva, Terry entra a controllare dove si trovi e rimane bloccato nella stanza dell'ostaggio; sentendo le sirene della polizia, Terry invita il padre e Daryll a fuggire finché sono in tempo. Conor, rimasto a vegliare Shorty nella residenza del nonno, non si sente bene e chiede di potersi stendere sul letto del nonno. Mentre Mickey sta rientrando, Shorty accende al massimo la bombola del gas e si fa esplodere; Mickey porta Conor fuori dalla residenza con un braccio rotto.
Conor telefona al padre per informarlo di quanto è appena accaduto. Giunto sul posto, Mickey ragguaglia Ray sulla situazione in cui si è venuto a trovare Terry, ormai arrestato dalla polizia. Ray tira un pugno al padre e tenta di aggredirlo, con il risultato di farsi arrestare. Nello stesso momento Cookie inizia a lasciare messaggi alla segreteria telefonica di Ray, adirato per l'incontro saltato.

## Il capitano
- Titolo originale: The Captain
- Diretto da: Michael Uppendahl
- Scritto da: Ann Biderman

### Trama
Una volta rilasciato, Ray si preoccupa per Terry che si ostina a rifiutare il pagamento della cauzione, volendo restare in prigione a scontare la pena. Cookie comunica a Ray di aver visionato il video, il cui contenuto rende ulteriormente necessario un loro incontro. Ray rassicura Cookie sulle dichiarazioni rese da Bridget alla polizia che escludono l'attribuzione a lui della responsabilità del duplice omicidio. Dopo aver rivelato a Peggy Shaugnessy la figlia Catherine è stata effettivamente uccisa da Sully, Kate rientra nella sua camera d'albergo, dove viene freddata da Avi. Accortosi che il bottino della rapina è notevolmente inferiore rispetto alle attese, Mickey propone a Daryll di andare a Palm Springs a trovare Alan, allo scopo di un chiarimento per quanto accaduto tra loro. Le intenzioni di Mickey sono tuttavia ben diverse, tanto che i due uomini riprendono a bisticciare, con Adam che finisce in piscina; Claudette non può chiamare la polizia, altrimenti comprometterebbe anche Alan, ma ordina a Mickey di non farsi vedere mai più. Bunchy racconta l'episodio di Cliff e della vasca da bagno al suo gruppo di sostegno, confessando di temere di potersi trasformare da carnefice a vittima di violenza sessuale.
Lena ragguaglia Ray sulla morte di Kate, senza fare il nome di Avi. Convinto che a commissionare il delitto sia stato Cochran, Ray irrompe nel suo ufficio e lo aggredisce, promettendogli che farà di tutto per mandare a monte il suo passaggio a Washington. Ezra confessa a Ray che è lui il mandante dell'omicidio di Kate, poiché da quando la conosce ha perso il lume della ragione; Ray prende il telefono e comunica alla polizia del cadavere sepolto sotto il centro di Ezra. Ray consegna il denaro pattuito a Cookie, ma sentendo che si sta rimangiando la parola a proposito della sicurezza di Bridget, Ray gli spara con una pistola nascosta dentro il borsone. Jim propone ad Abby di trasferirsi con i ragazzi a vivere da lui. Mickey e Daryll raggiungono Keith al centro scommesse, dove l'uomo ha intenzione di puntare la refurtiva su un cavallo dato per vincente. Mickey sente la voce della defunta Linda, come gli era capitato durante il soggiorno in Messico, suggerirgli di puntare sul cavallo di nome Capitano. Il cavallo vince, fruttando loro 1.000.000 $; Mickey consegna parte della vincita a Terry, nel frattempo uscito su cauzione, il quale gli intima di andarsene perché non è più il benvenuto nella palestra. Stan si scusa con Bunchy per quanto successo al compleanno di Conor, chiedendogli di poter restare amici. Dopodiché Bunchy spiega l'intera situazione a Patty, anche se la donna rimane restia sul proseguire la loro frequentazione.
Ashley telefona a Ray per avvertirlo che Bob è stato ucciso da Steve, con quest'ultimo intenzionato a insabbiare tutto e far passare la sua azione come legittima difesa. Ray sprona Ashley a far arrestare Cochran non solo per l'omicidio di Bob, ma anche per la violenza esercitata nei suoi confronti. Il filmato dei festini sessuali di Cochran diventa di dominio pubblico. Mickey lascia la residenza in cui ha vissuto durante il periodo della libertà vigilata. Le autorità disseppelliscono il cadavere di Padre Danny dal centro di Ezra. Terry spende il denaro del padre per ristrutturare la palestra. Ray rientra a casa, con Abby più serena dopo la morte di Cookie, ma al tempo stesso desiderosa di sapere se c'è lui dietro il suo omicidio.